# Wonsees
Wonsees é um município da Alemanha, no distrito de Kulmbach, na região administrativa da Alta Francónia, estado de Baviera. Pertence ao Verwaltungsgemeinschaft de Kasendorf.